# Khỏa thân

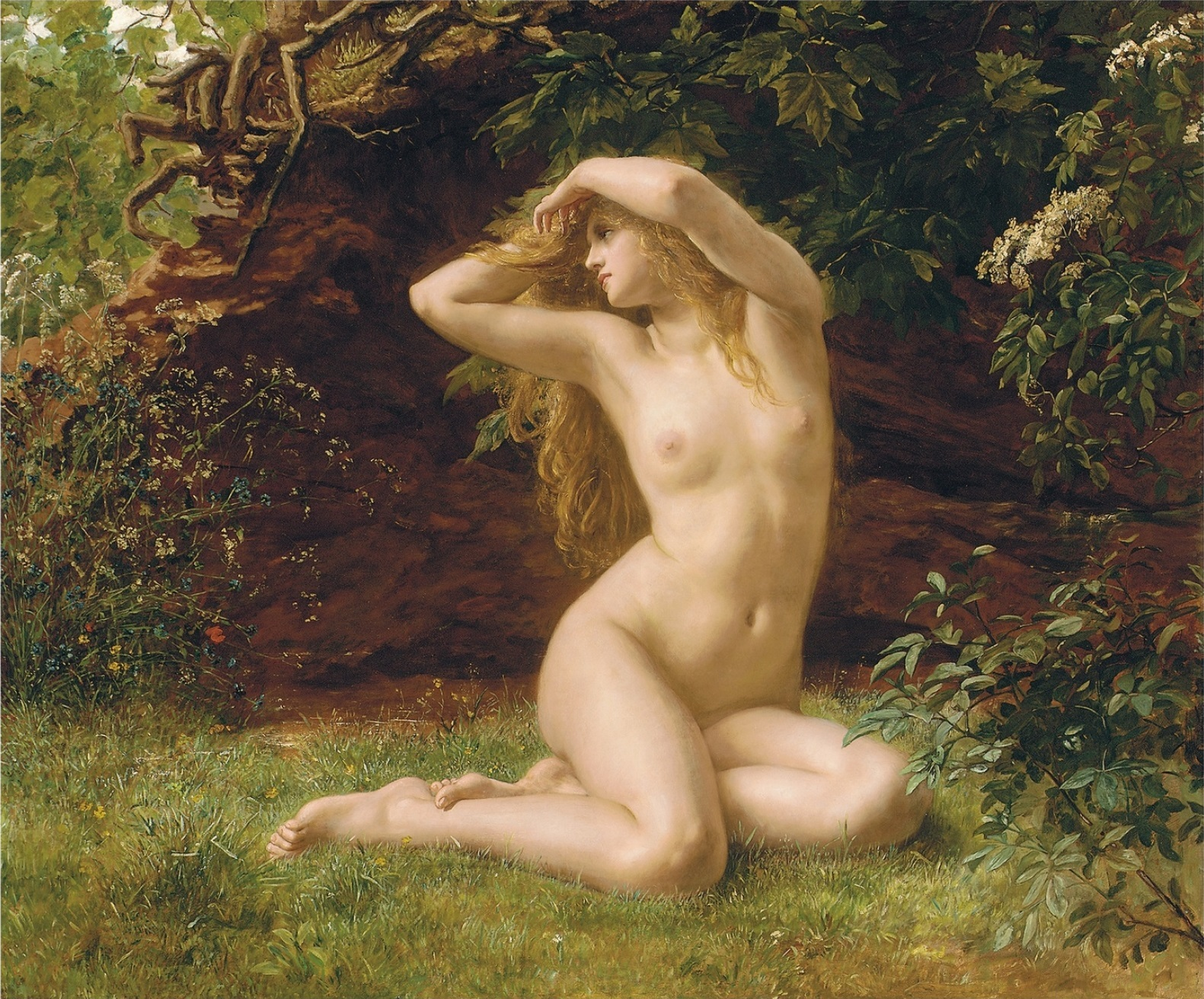
Eva khỏa thân giữa thiên nhiên

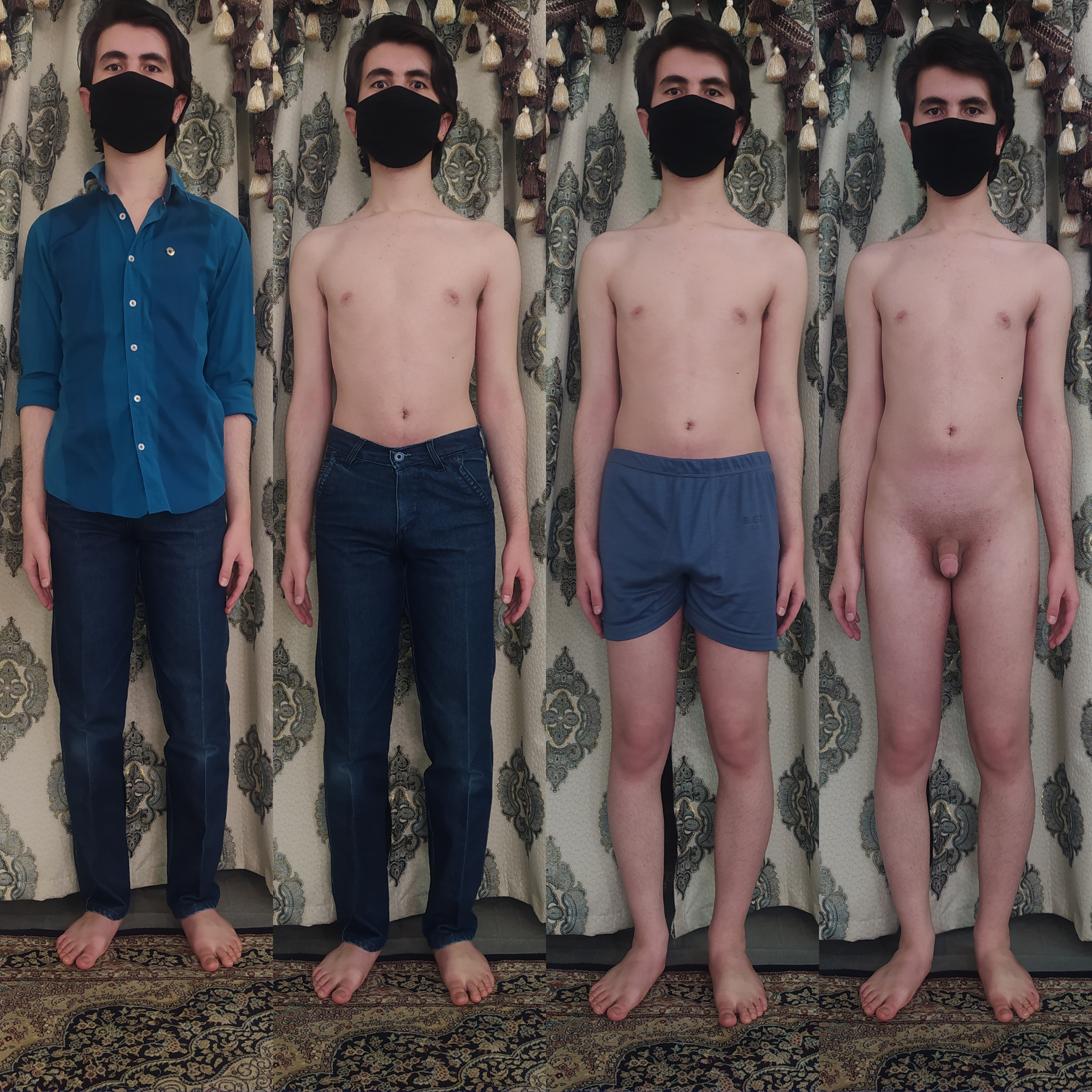
Ảnh một cậu bé thanh thiếu niên từ mặc quần áo đến khỏa thân

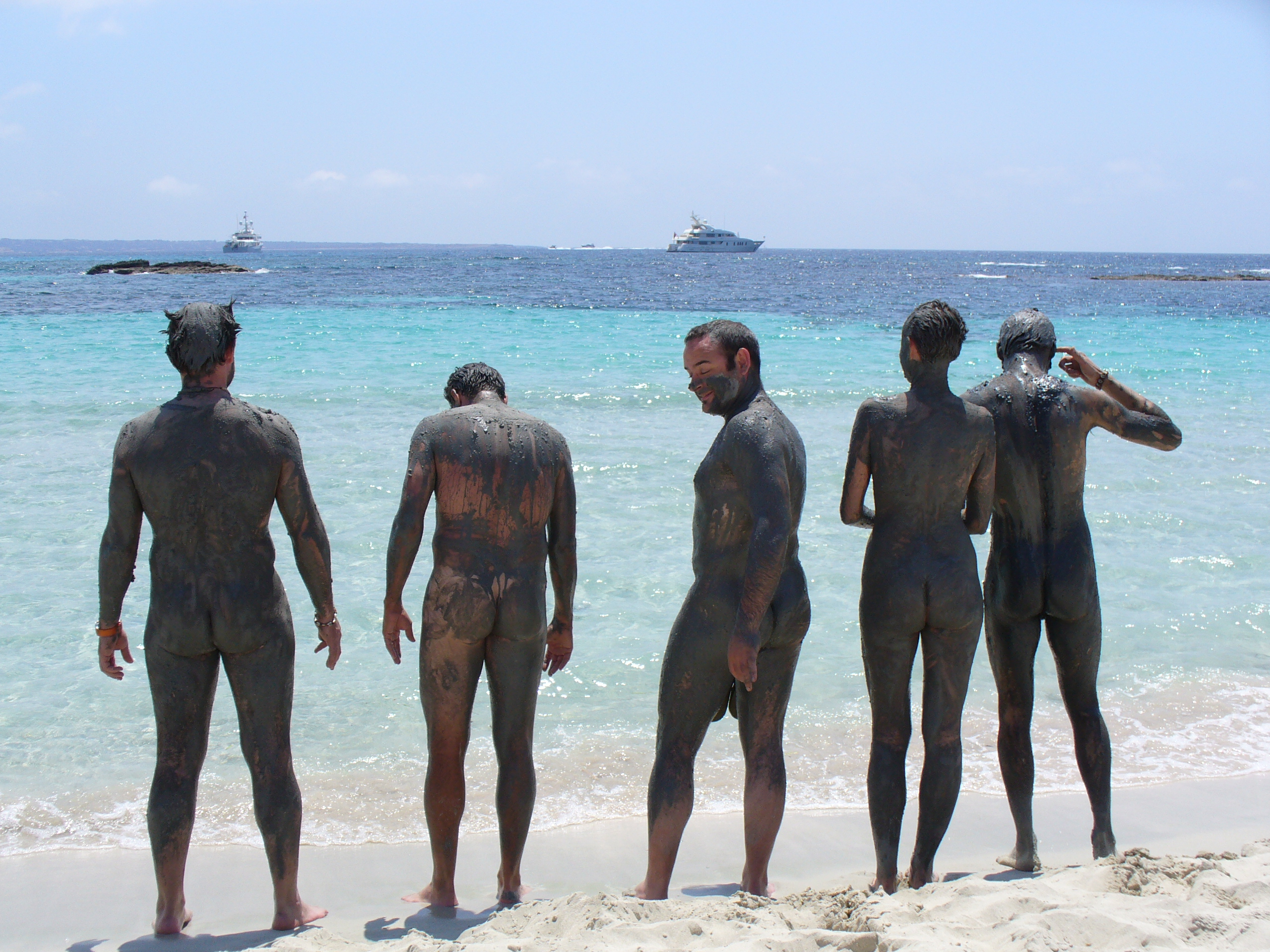
Bãi tắm tiên

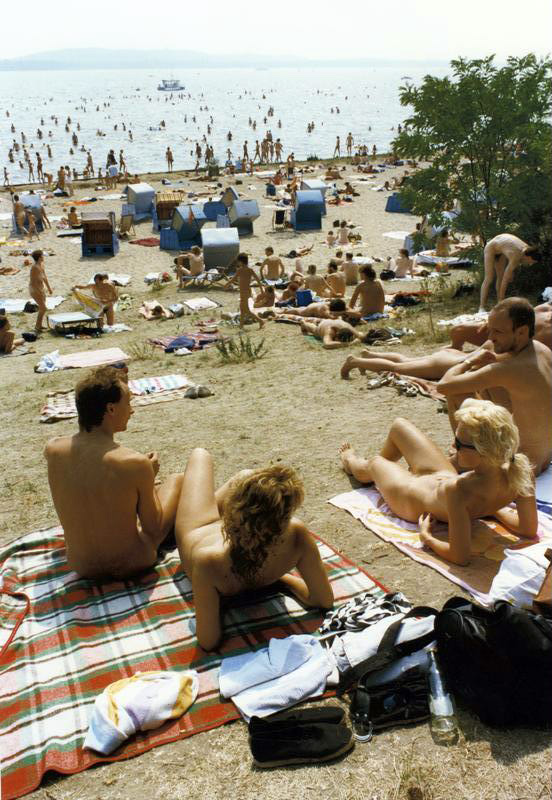
Tắm nắng tại một bãi biển Đức năm 1989.

Khỏa thân hay lõa thể là trạng thái mà con người không mặc quần áo hoặc đặc biệt là không che bộ phận sinh dục. Trong một số xã hội, ảnh khoả thân một phần được định nghĩa là không che phủ các bộ phận khác của cơ thể được coi là gợi tình.
Trần trụi, hoặc việc mất lông trên cơ thể, là một trong những đặc điểm vật lý đánh dấu sự tiến hóa của con người hiện đại về mặt giải phẫu từ tổ tiên hominini. Trong nhiều ngàn năm, con người không mặc quần áo, điều này tiếp tục là chuẩn mực trong một số xã hội bản địa bị cô lập ở vùng khí hậu nhiệt đới. Người ta thường chấp nhận rằng việc áp dụng rộng rãi quần áo xảy ra khi mọi người di cư đến các vùng khí hậu khác cần được bảo vệ khỏi các yếu tố. Ngoài ra, khi các xã hội phát triển từ việc săn bắn hái lượm thành nông dân, quần áo trở thành một phần của sự tiến hóa văn hóa khi các cá nhân và các nhóm trở nên khác biệt bởi địa vị và giai cấp. Trong các nền văn minh sơ khai như Ai Cập, nô lệ, trẻ em và những người khác có địa vị thấp hơn thường tiếp tục khỏa thân.
Sự hiểu biết hiện đại về khoả thân rất phức tạp về mặt văn hóa do các ý nghĩa khác nhau được đưa ra với các trạng thái cởi quần áo khác nhau trong các tình huống xã hội khác nhau. Trong bất kỳ xã hội cụ thể nào, ảnh khoả thân được xác định liên quan đến việc mặc quần áo đúng cách, không liên quan đến các bộ phận cơ thể cụ thể được phơi bày. Đối với con người, khỏa thân và quần áo được kết nối với nhiều phạm trù văn hóa như bản sắc, sự riêng tư, địa vị xã hội và hành vi đạo đức. Từ đồng nghĩa và uyển ngữ cho rất nhiều ảnh khoả thân, bao gồm "hoà hợp với thiên nhiên" và "như khi được cha mẹ sinh ra". "Trong trạng thái tự nhiên " cũng được các nhà triết học sử dụng để chỉ trạng thái của con người trước sự tồn tại của các xã hội có tổ chức.
Trong các xã hội phương Tây, có hai truyền thống văn hóa trái ngược nhau liên quan đến ảnh khoả thân. Đầu tiên đến từ người Hy Lạp cổ đại, những người coi cơ thể trần trụi là trạng thái tự nhiên và về cơ bản là tích cực. Thứ hai là dựa trên các tôn giáo Abraham, vốn xem việc khỏa thân là đáng xấu hổ và về cơ bản là tiêu cực. Các giáo lý cơ bản của Do Thái giáo, Kitô giáo và Hồi giáo nghiêm cấm khỏa thân công khai, và đôi khi cũng cấm cả khỏa thân riêng tư. Tuy nhiên, sự tương tác giữa các truyền thống cổ điển Hy Lạp và các truyền thống sau này đã dẫn đến sự lạc quan của phương Tây, với hình ảnh khỏa thân đại diện cho cả ý nghĩa tích cực và tiêu cực trong tâm lý cá nhân, trong đời sống xã hội và trong các mô tả như nghệ thuật. Vào cuối thế kỷ 19, các nhóm người khỏa thân hoặc người theo chủ nghĩa khỏa thân có tổ chức đã xuất hiện với mục đích đã nêu là lấy lại mối liên hệ tự nhiên với cơ thể và thiên nhiên của con người, đôi khi trong không gian riêng tư mà cả ở nơi công cộng.
Ở Châu Phi, có một sự tương phản rõ rệt giữa thái độ đối với ảnh khoả thân ở các quốc gia Hồi giáo và thái độ đối với khoả thân ở một số quốc gia thuộc vùng hạ Sahara không bao giờ bị xóa bỏ, hoặc đang khẳng định lại các quy tắc trước khi bị thực dân hóa.
Ở châu Á, các chuẩn mực liên quan đến khoả thân công cộng phù hợp với các giá trị văn hóa của sự sở hữu xã hội và phẩm giá con người. Thay vì bị coi là vô đạo đức hay đáng xấu hổ, sự trần trụi được coi là vi phạm nghi thức và có lẽ là đáng xấu hổ. Ở Trung Quốc, giữ thể diện là một sức ép xã hội mạnh mẽ. Ở Nhật Bản, hành vi đúng đắn bao gồm truyền thống tắm chung công cộng cả hai giới trước khi tiếp xúc với phương Tây bắt đầu vào thế kỷ 19, và trang phục phù hợp cho nông dân và những người lao động khác có thể là một mảnh khố cho cả nam và nữ. Ở Ấn Độ, các công ước về ăn mặc phù hợp không áp dụng cho các nhà sư trong một số giáo phái Hindu và Jaina giáo, những người từ chối quần áo, coi nó là thứ của thế tục.
Xã hội sử dụng quần áo (hoặc thiếu nó) như một dấu hiệu của địa vị xã hội. Nói chung, các chuẩn mực xã hội liên quan đến ảnh khoả thân đối với nam giới khác với phụ nữ. Mãi đến thế kỷ 17 ở châu Âu, ngực phụ nữ mới trở thành một phần của cơ thể phải được che phủ trước công chúng. Chỉ trong thời đại hiện đại, ảnh khoả thân của trẻ em mới có nghĩa xấu, trước đó chỉ bao hàm sự ngây thơ. Các cá nhân có thể cố ý vi phạm các tiêu chuẩn liên quan đến khoả thân; những người không có quyền lực có thể sử dụng khoả thân như một hình thức phản kháng, và những người có quyền lực có thể áp đặt sự trần trụi lên người khác như một hình thức trừng phạt.

## Lịch sử
Lịch sử của việc khoả thân liên quan đến thái độ xã hội đối với sự trần trụi của cơ thể con người trong các nền văn hóa khác nhau trong lịch sử. Việc sử dụng quần áo là một trong những thay đổi đánh dấu sự kết thúc của thời kỳ đồ đá mới và sự khởi đầu của nền văn minh.

### Thời tiền sử

#### Sự tiến hóa của việc rụng lông
Sự tản nhiệt của cơ thể vẫn là lời giải thích tiến hóa được chấp nhận rộng rãi nhất cho việc rụng lông trên cơ thể ở những thành viên đầu tiên của chi homo, thành viên còn sống sót là người hiện đại.   Ít tóc hơn và tăng tuyến mồ hôi, giúp cơ thể họ dễ dàng làm mát hơn khi họ di chuyển từ khu rừng râm mát sang các trảng cỏ. Sự thay đổi môi trường này cũng dẫn đến sự thay đổi trong chế độ ăn uống, từ ăn chay phần lớn chuyển qua săn bắn. Theo đuổi săn thú trên đồng cỏ cũng làm tăng nhu cầu điều chỉnh thân nhiệt. Nhà nhân chủng học và palaeobiologist Nina Jablonski thừa nhận rằng khả năng tản nhiệt cơ thể dư thừa thông qua tuyến mồ hôi eccrine giúp làm cho con người mở rộng đáng kể của não bộ, cơ quan của con người nhạy cảm với nhiệt độ nhất. Do đó, việc mất lông cũng là một yếu tố thích nghi hơn nữa, cả về thể chất và hành vi, khiến con người khác biệt với các loài linh trưởng khác. Một số trong những thay đổi này được cho là kết quả của lựa chọn tình dục, lần đầu tiên được Darwin đề xuất trong Hậu duệ của con người và Lựa chọn liên quan đến tình dục. Bằng cách chọn bạn tình có ít lông, con người đã tăng tốc những thay đổi được bắt đầu bởi chọn lọc tự nhiên. Lựa chọn tình dục cũng có thể giải thích việc số lông còn lại của con người tập trung ở vùng lông mu và nách, là nơi chứa pheromone, trong khi tóc trên đầu tiếp tục được giữ lại để bảo vệ con người khỏi ánh sáng Mặt Trời.
Một lời giải thích khác về tình trạng không có lông tương đối của con người cho rằng các loài ký sinh (như ve) trú ngụ trong lớp lông trên người trở thành vấn đề khi con người trở thành thợ săn, sống trong các nhóm lớn hơn với "căn cứ tại nhà". Sự trần trụi cũng sẽ làm cho việc không có ký sinh trùng trên người trở nên rõ ràng hơn với bạn tình tương lai.
Tổ tiên chung cuối cùng của con người và tinh tinh chỉ đi hai chân một phần, thường sử dụng hai chân trước để vận động. Các bà mẹ linh trưởng khác không cần phải mang con nhỏ vì đều có lông để con cái bám vào, nhưng việc mất lông khuyến khích việc đi hai chân một cách hoàn toàn, cho phép các bà mẹ bế con bằng một hoặc cả hai tay. Sự kết hợp giữa không có lông và tư thế thẳng đứng cũng có thể giải thích sự nở rộng của bộ ngực phụ nữ như một tín hiệu tình dục.
Với việc mất lông, da sẫm màu, lớp da có nồng độ melanin cao phát triển như một sự bảo vệ khỏi tác hại của tia cực tím. Khi con người di cư ra ngoài vùng nhiệt đới, các mức độ giảm sắc tố khác nhau đã tiến hóa để cho phép con người có thể tổng hợp vitamin D3 với sự hỗ trợ của tia cực tím. 

#### Khởi đầu của quần áo
Việc mặc quần áo rất có thể là sự thích nghi hành vi phát sinh từ nhu cầu bảo vệ khỏi các yếu tố, bao gồm cả Mặt Trời (đối với dân cư bị mất lông) và nhiệt độ lạnh khi con người di cư đến vùng lạnh hơn. Theo một nghiên cứu năm 2010 được công bố trên Sinh học phân tử và tiến hóa, ước tính nguồn gốc của quần áo dựa trên phân tích di truyền chỉ ra rằng nguồn gốc của chấy rận trên quần áo đã tiến hóa từ tổ tiên xa xưa của chúng vào một thời điểm giữa 83.000 năm trước và 170.000 năm trước. Thông tin này cho thấy việc sử dụng quần áo có khả năng bắt nguồn từ con người hiện đại về mặt giải phẫu ở châu Phi trước khi họ di cư đến vùng khí hậu lạnh hơn. Một nghiên cứu năm 2017 được công bố trên tạp chí Science ước tính rằng con người hiện đại về mặt giải phẫu đã tiến hóa từ 260.000 đến 350.000 năm trước.
Quần áo phức tạp cần thiết để sống sót trong thời tiết cực lạnh sẽ cần con người phải phát minh ra các công cụ để biến da động vật thành quần áo: đồ mài để làm sạch và làm mịn, dao đá mịn để cắt và kim xương để khâu. Những gì được gọi là quần áo ngày nay có thể có nguồn gốc cùng với các loại trang sức khác, bao gồm trang sức, sơn cơ thể, hình xăm và các chỉnh sửa cơ thể khác, giúp "trang điểm" cho cơ thể trần truồng mà không che giấu nó. Theo Leary và Buttermore, trang điểm cơ thể là một trong những thay đổi xảy ra vào cuối thời đại đồ đá cũ (40.000 đến 60.000 năm trước), trong đó con người không chỉ hiện đại về mặt giải phẫu, mà còn hiện đại về mặt văn hóa và tâm lý. và có tương tác tượng trưng.

### Lịch sử cổ đại

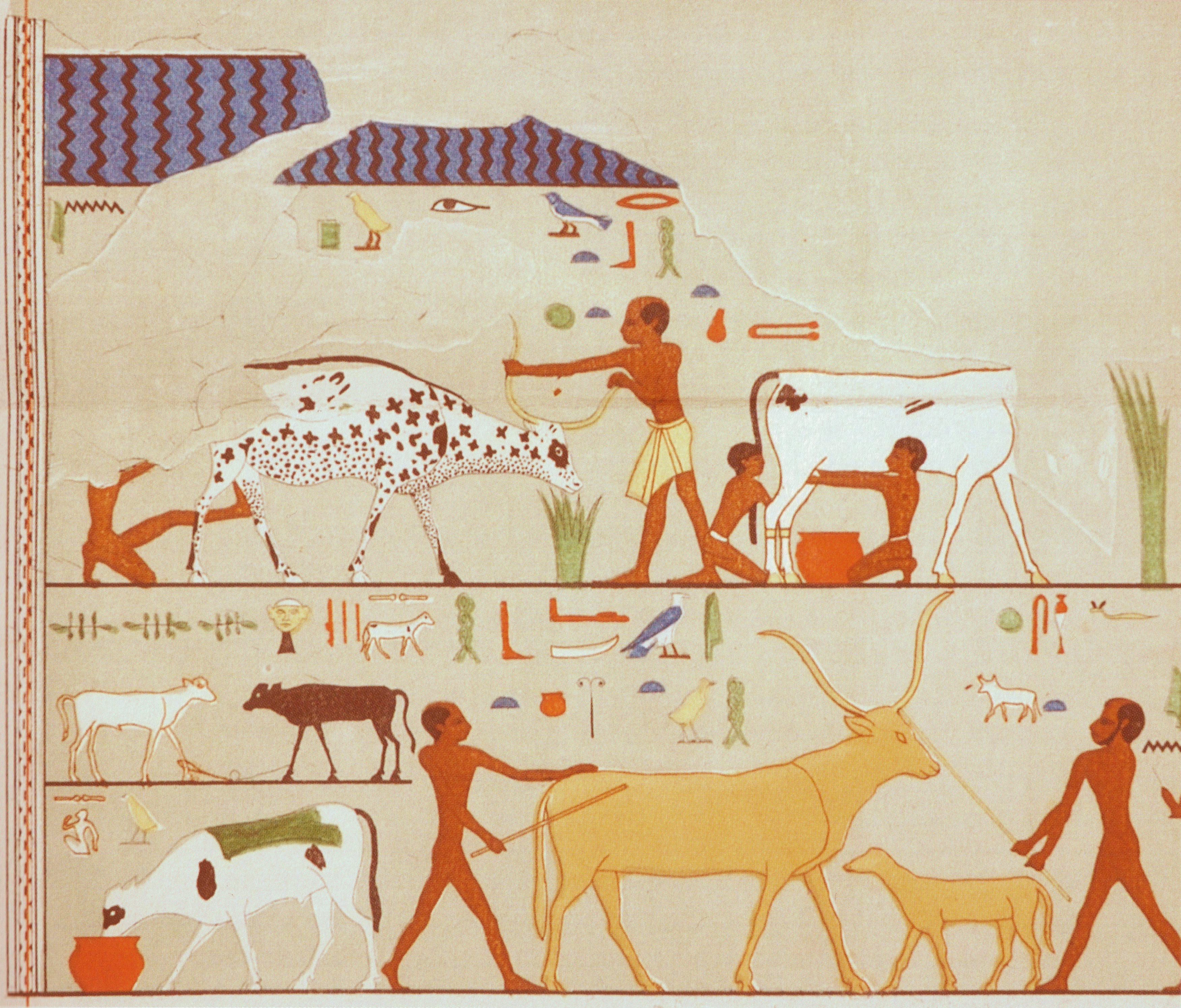
Cảnh được vẽ trên thạch cao trắng, Triều đại thứ năm (khoảng 2500-2300 TCN), nghĩa địa Abusir, Ai Cập

Ở Lưỡng Hà cổ đại, hầu hết mọi người đều sở hữu một mặt hàng quần áo duy nhất, và khỏa thân có nghĩa là ở dưới cùng của quy mô xã hội, thiếu phẩm giá và địa vị.
Đối với người bình thường, quần áo ít thay đổi ở Ai Cập cổ đại từ thời kỳ đầu triều đại, (3150-2686 TCN) cho đến thời trung vương quốc (2055-1650 TCN). Mặc dù bộ phận sinh dục của người trưởng thành thường được che đi, khỏa thân ở Ai Cập cổ đại không phải là vi phạm bất kỳ quy tắc xã hội nào, nhưng thường là một quy ước cho thấy sự thiếu giàu có; những người có thể đủ khả năng để làm như vậy sẽ bao phủ cơ thể nhiều hơn. Cả đàn ông và phụ nữ đều mặc váy có tên là schenti tiến hóa từ những chiếc khố và giống như những chiếc váy hiện đại. Nô lệ và người lao động đều khỏa thân hoặc mặc khố. Chỉ có phụ nữ thuộc tầng lớp thượng lưu mới mặc kalasiris, một chiếc váy bằng vải lanh rủ hoặc mờ trong suốt từ trên hoặc dưới ngực đến mắt cá chân. Nữ nghệ sĩ biểu diễn khỏa thân. Trẻ em không mặc quần áo cho đến tuổi dậy thì, vào khoảng 12 tuổi. Mãi đến thời kỳ sau, đặc biệt thời kỳ Tân Vương quốc (1550-1069 TCN), các người hầu trong các hộ gia đình giàu có cũng bắt đầu mặc trang phục tinh tế hơn, và phụ nữ thuộc tầng lớp thượng lưu mặc váy và trang trí công phu che ngực. Những phong cách của thời sau này thường được thể hiện trong phim và TV như là quần áo đại diện cho Ai Cập cổ đại trong tất cả các thời kỳ.
Khoả thân nam giới được tôn vinh ở Hy Lạp cổ đại theo cách mà không có nền văn hóa nào trước hoặc sau đó đạt tới. Họ coi sự bối rối khi phải cởi quần áo khi chơi thể thao là một dấu hiệu của sự man rợ. Khỏa thân nữ giới nổi lên như một chủ đề nghệ thuật trong thế kỷ thứ 5 TCN, với tranh minh họa những câu chuyện về phụ nữ tắm ở cả trong nhà và ngoài trời. Trong khi các mô tả về phụ nữ khỏa thân có bản chất khiêu dâm, không có sự quy kết nào về tính không phù hợp như trường hợp của những hình ảnh như vậy trong văn hóa phương Tây sau này. Tuy nhiên, những hình ảnh thụ động của khỏa thân nữ phản ánh tình trạng bất bình đẳng của phụ nữ trong xã hội so với những hình ảnh mang tính thể thao và anh hùng của những người đàn ông khỏa thân.
Áo toga là rất cần thiết để chứng tỏ trạng thái và cấp bậc của nam công dân tại La Mã. Nhà thơ Ennius (khoảng 239-169 TCN) tuyên bố, "phơi bày cơ thể trần trụi giữa các công dân là khởi đầu của sự ô nhục công khai". Cicero cũng tán thành những lời của Ennius. Một ngoại lệ là phòng tắm La Mã (thermae), vốn có nhiều chức năng tương tác xã hội.

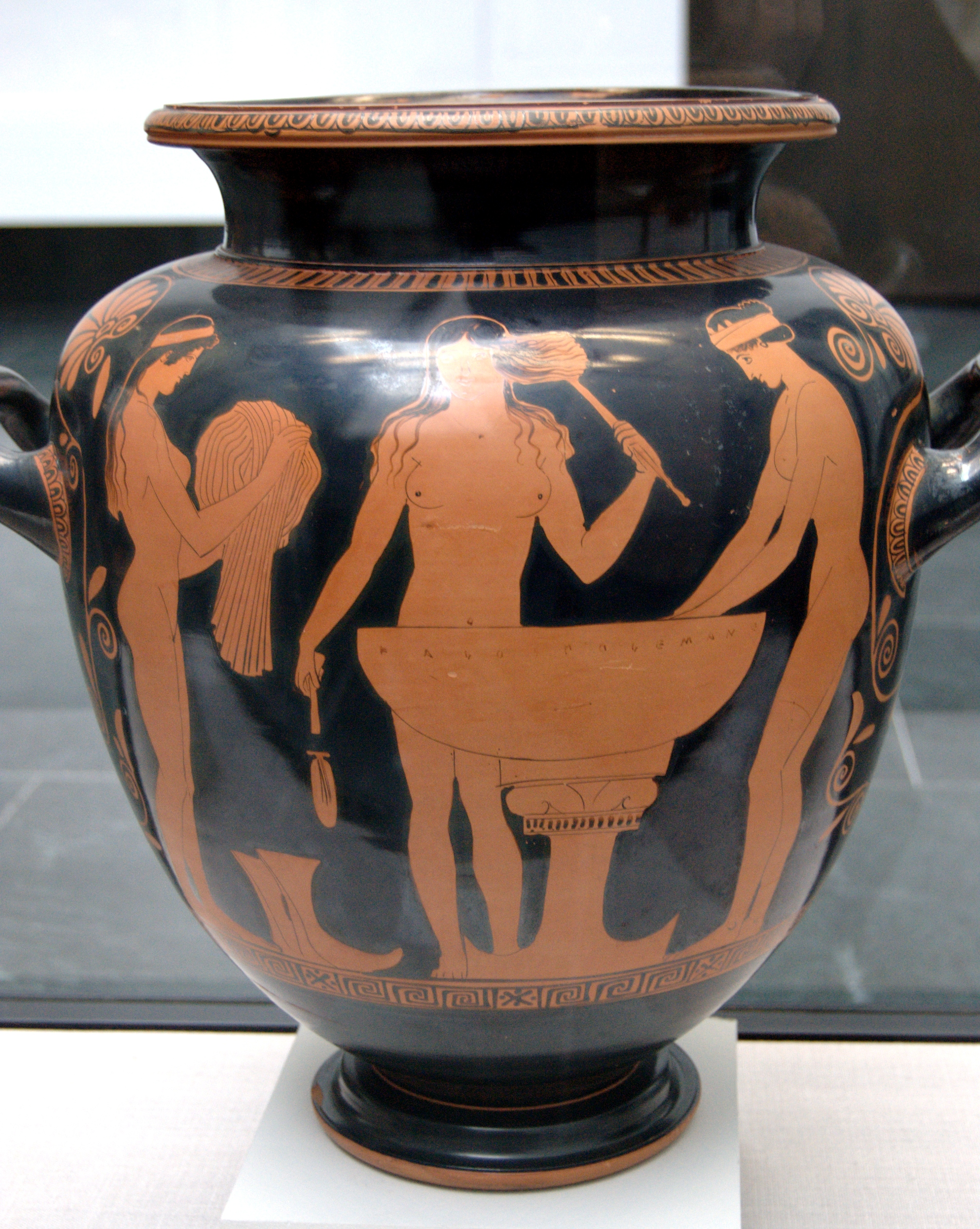
Ba thiếu nữ đang tắm rửa. Mặt B của một bình stamnos hình màu đỏ attica, 440-430 TCN.

Quần áo được sử dụng ở Trung Đông, bao bọc toàn bộ cơ thể, thay đổi rất ít trong nhiều thế kỷ. Một phần, sự nhất quán này xuất phát từ thực tế là quần áo như vậy rất phù hợp với khí hậu (bảo vệ cơ thể khỏi những cơn bão cát trong khi cũng cho phép làm mát bằng cách bốc hơi). Ý nghĩa của cơ thể trần trụi trong các xã hội dựa trên các tôn giáo Abraham (Do Thái giáo, Cơ đốc giáo và Hồi giáo) được định nghĩa bằng một tường thuật sáng tạo trong đó Adam và Eva, người đàn ông và người phụ nữ đầu tiên theo Kinh Thánh của những tôn giáo này, khỏa thân và không hổ thẹn cho đến khi họ ăn trái cấm của Cây trí tuệ về thiện và ác. Ý nghĩa triết học của huyền thoại này trong việc nêu rõ nguồn gốc của sự xấu hổ là không rõ ràng. "Tội lỗi nguyên thủy" không liên quan đến sự trần trụi, mà liên quan đến việc không vâng lời, nhưng phản ứng đầu tiên là che thân bằng lá sung. Trong cả ba tôn giáo, sự khiêm tốn thường chiếm ưu thế ở nơi công cộng, với quần áo che phủ tất cả các bộ phận của cơ thể có bản chất tình dục. Torah đặt ra các luật liên quan đến quần áo và sự khiêm tốn (tzniut) cũng tách người Do Thái khỏi những người khác trong các xã hội mà họ sống trong đó.
Các Kitô hữu ban đầu thường thừa hưởng các quy tắc ăn mặc từ các truyền thống Do Thái. Tuy nhiên, Adamites là một giáo phái Kitô giáo mù mờ ở Bắc Phi có nguồn gốc từ thế kỷ thứ hai, người thờ phượng trong hình khỏa thân, tuyên bố đã lấy lại được sự hồn nhiên của Adam. Quần áo Hồi giáo cho cả nam và nữ là phù hợp với các quy tắc của hajib. Đối với nam giới, quần áo bao phủ khu vực từ thắt lưng đến đầu gối. Đối với phụ nữ, quần áo bao phủ khu vực từ cổ đến mắt cá chân và cũng che cả tóc. Tập tục được gọi là sự che kín của phụ nữ ở nơi công cộng có trước Hồi giáo ở Ba Tư, Syria và Anatolia. Qurʾān cung cấp hướng dẫn về trang phục của phụ nữ, nhưng không phải là những phán quyết nghiêm ngặt; những phán quyết như vậy có thể được tìm thấy trong Hadith. Ban đầu, sự che kín như vậy chỉ áp dụng cho những người vợ của Muhammad; tuy nhiên, sự che chở đã được tất cả phụ nữ thuộc tầng lớp thượng lưu chấp nhận sau khi ông qua đời và trở thành một biểu tượng của bản sắc Hồi giáo.
Trong những câu chuyện được viết ở Trung Quốc vào đầu thế kỷ thứ IV TCN, khoả thân được thể hiện như một sự đối nghịch với phẩm giá con người, phản ánh niềm tin rằng "tính nhân văn" trong xã hội Trung Quốc không phải là bẩm sinh, mà là hành vi đúng đắn. Tuy nhiên, sự trần trụi cũng có thể được sử dụng bởi một cá nhân để thể hiện sự khinh miệt đối với những người khác khi có mặt họ. Trong những câu chuyện khác, ảnh khoả thân của phụ nữ, phát ra sức mạnh của âm, có thể vô hiệu hóa dương của các thế lực hung hăng. Khoả thân trong nhà tắm công cộng hỗn hợp 2 giới là phổ biến ở Nhật Bản trước tác động của ảnh hưởng phương Tây, bắt đầu từ thế kỷ 19 và trở nên rộng rãi trong thời kỳ chiếm đóng của Mỹ sau Thế chiến II. Việc tắm chung tiếp tục ở một số lượng nhỏ các suối nước nóng (konyoku) bên ngoài các khu vực đô thị. Một truyền thống khác của Nhật Bản là những người nữ thợ lặn tự do (ama), những người trong 2.000 năm cho đến những năm 1960 đã thu thập rong biển và động vật có vỏ, chỉ mặc khố. Sự trần trụi của họ không gây sốc, vì phụ nữ nông dân thường làm việc ngực trần trong suốt mùa hè.

### Lịch sử hậu cổ điển

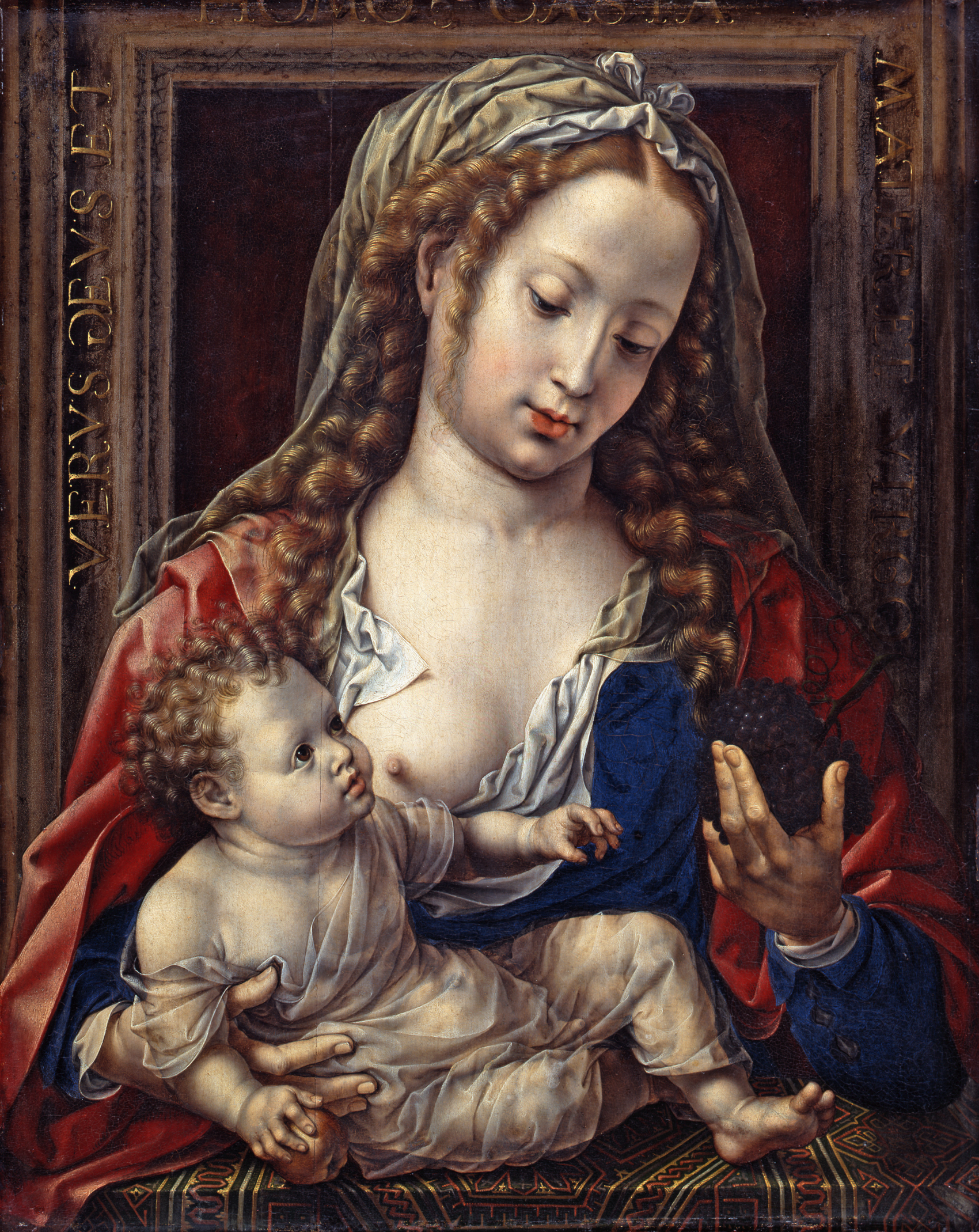
Đức Mẹ và Chúa Hài đồng (tranh khoảng năm 1530) của Jan Gossaert

Cuối thế kỷ thứ tư sau CN là thời kỳ của cả hai sự chuyển đổi Kitô giáo và tiêu chuẩn hóa các giáo lý của nhà thờ, đặc biệt là về các vấn đề tình dục. Quan hệ tình dục ngoài hôn nhân với một người phụ nữ đáng kính bên thứ ba bị thương; chồng, cha, và họ hàng nam. Tội dâm ô với một phụ nữ không có chồng, có thể là gái mại dâm, gái điếm hoặc nô lệ, là một tội lỗi ít hơn vì nó không có nạn nhân nam, trong một xã hội gia trưởng thậm chí có thể được coi là không có nạn nhân. Việc ăn mặc hay khỏa thân của phụ nữ không được coi là đáng kính cũng có tầm quan trọng thấp hơn.
Khoảng thời gian giữa thế giới cổ đại và hiện đại, khoảng 500 đến 1450, đã thấy một xã hội ngày càng phân tầng ở châu Âu. Vào đầu thời kỳ này, mọi người khác thuộc tầng lớp thượng lưu sống trong những khu vực gần gũi và không có sự nhạy cảm hiện đại với khoả thân riêng tư, nhưng ngủ và tắm cùng nhau trần truồng với sự ngây thơ thay vì xấu hổ. Nhà tắm La Mã ở Bath, Somerset, được xây dựng lại và được cả hai giới sử dụng mà không có quần áo cho đến thế kỷ 15. Các giáo phái có niềm tin tương tự như người Adam, người thờ phượng trần trụi, xuất hiện vào đầu thế kỷ 15. Sau đó, trong giai đoạn này, với sự xuất hiện của tầng lớp trung lưu, quần áo ở dạng thời trang là một chỉ số quan trọng của giai cấp, và do đó, sự thiếu hụt của nó trở thành một sự bối rối lớn hơn.
Cho đến đầu thế kỷ thứ tám, các Kitô hữu đã được rửa tội ở trạng thái trần truồng để đại diện cho việc họ nổi lên từ bí tích rửa tội mà không phạm tội. Mặc dù có một quan niệm sai lầm phổ biến rằng người châu Âu không tắm trong thời Trung cổ, nhà tắm công cộng thường được cách ly theo giới tính. Ở châu Âu theo Kitô giáo, các bộ phận của cơ thể được yêu cầu che phủ ở nơi công cộng không phải lúc nào cũng bao gồm ngực phụ nữ. Vào năm 1350, ngực nữ giới có liên quan đến việc nuôi dưỡng và chăm sóc yêu thương, nhưng đến năm 1750, các biểu tượng nghệ thuật hở vú là khiêu dâm hoặc được dùng trong y học. Sự khiêu dâm của bộ ngực này trùng hợp với sự buộc tội các phụ nữ là phù thủy.
Trong thời trung cổ, các chuẩn mực Hồi giáo trở nên gia trưởng hơn, và rất quan tâm đến sự trong trắng của phụ nữ trước khi kết hôn và chung thủy sau đó. Phụ nữ không chỉ che giấu, mà tách biệt khỏi xã hội, không liên lạc với đàn ông mà không có quan hệ họ hàng gần gũi, sự hiện diện của những người này xác định sự khác biệt giữa không gian công cộng và riêng tư. Mối quan tâm đặc biệt đối với cả Hồi giáo và Kitô hữu sơ khai, khi họ mở rộng quyền kiểm soát đối với các quốc gia trước đây là một phần của đế chế Byzantine hoặc La Mã, là phong tục tắm công cộng địa phương. Trong khi các Kitô hữu chủ yếu quan tâm đến việc tắm hỗn hợp 2 giới, điều này không phổ biến, Hồi giáo cấm khỏa thân phụ nữ khi có mặt các phụ nữ không theo đạo Hồi.

## Việt Nam
- Nguyễn Du trong Truyện Kiều đã miêu tả Vương Thúy Kiều

Rõ ràng trong ngọc trắng ngà
Dày dày sẵn đúc một toà thiên nhiên
- Truyền thuyết Chử Đồng Tử-Tiên Dung nói đến hoàn cảnh hai người gặp nhau khi không mặc gì.
- Trống đồng Đông Sơn và trên các bức phù điêu khắc tại các đình làng cũng ghi lại nhiều cảnh nam nữ khỏa thân đang giao hoan.

## Trong văn hóa và sinh hoạt phương Tây
- Trong thần thoại Hy Lạp, dũng sĩ Perseus đã gặp và giải cứu nàng công chúa Andromeda xinh đẹp trong hoàn cảnh nàng bị lột trần và bị xích trên một tảng đá để làm vật hiến tế cho quái vật Cetus. Perseus đã hạ quái vật giải cứu và kết duyên với công chúa.
- Trong thơ sử thi Orlando Innamorato, nàng công chúa Angelica bị xích khỏa thân trên tảng đá hiến tế để hy sinh cho một con quái vật biển nhưng cuối cùng  nàng đã được Ruggiero, hiệp sĩ châu Phi tới giải cứu.

## Trong nghệ thuật
Khác với khỏa thân mang tính kích dục, trong nghệ thuật, khỏa thân có hai đặc điểm:
- Hướng thiện: hướng tới sự hoàn thiện, tận thiện, tận mỹ
- Che giấu: che cái không cần lộ, để cho người xem tự tưởng tượng.

## Khoả thân trong sự áp đặt
Trong một số trường hợp khoả thân được áp dụng như một phương tiện tra tấn để làm nhục và tổn thương tinh thần người khác bởi khi đó nạn nhân dường như buông xuôi mất khả năng đấu tranh với hoàn cảnh vì thế nó bị lên án rộng rãi. 
- Đức quốc xã sử dụng khỏa thân cưỡng bức để cố gắng làm nhục tù nhân trong các trại tập trung trong Chiến tranh thế giới thứ hai. Điều này từng được mô tả trong bộ phim Danh sách Schindler của đạo diễn Steven Spielberg.
- Một biên niên sử từng cho rằng Hãn vương Timur Lenk sau thắng Trận Ankara và bắt được vua Bayezid I. Ông đã sỉ nhục danh dự công chúa Despina xứ Serbia là vợ của Bayezid I qua việc bắt nàng phải trần truồng phục vụ công việc của nữ tỳ tại bữa tiệc chiến thắng.